# Cerrillo Grande
Cerrillo Grande är en ort i Mexiko.   Den ligger i kommunen Villa Victoria och delstaten Mexiko, i den sydöstra delen av landet, 100 km väster om huvudstaden Mexico City. Cerrillo Grande ligger 2 701 meter över havet och antalet invånare är 630.
Terrängen runt Cerrillo Grande är kuperad åt nordost, men åt sydväst är den platt. Runt Cerrillo Grande är det ganska tätbefolkat, med 166 invånare per kvadratkilometer. Närmaste större samhälle är San Antonio de las Huertas, 9,0 km nordost om Cerrillo Grande. Trakten runt Cerrillo Grande består till största delen av jordbruksmark.